# Jabba el Hutt
Jabba el Hutt (en inglés, Jabba the Hutt) es un personaje ficticio de la serie Star Wars. Apareció por primera vez en la película Star Wars: Episode VI - Return of the Jedi (1983) como un alienígena gigante y con forma de babosa, aunque posteriormente fue introducido digitalmente en la edición especial de Star Wars: Episodio IV - Una nueva esperanza realizada en 1997 y en la primera película de la trilogía precuela Star Wars: Episodio I - La amenaza fantasma, estrenada en 1999. Originalmente fue representado por una inmensa marioneta de látex, obra de Toby Philpott, pero en otras películas fue recreado por computadora (CGI). Además de en las películas, Jabba aparece en la literatura y en los cómics de Star Wars. 
El papel que desarrolla el personaje en Star Wars es principalmente el de antagonista. Es un hutt de alrededor de 600 años de edad que tiene como su brazo derecho a Bib Fortuna. Jabba es el jefe de una organización que emplea a un séquito de criminales, cazarrecompensas, contrabandistas, asesinos y guardaespaldas operando bajo su imperio criminal. El palacio de Jabba el Hutt, situado en el planeta desértico de Tatooine, es un exmonasterio de un grupo de místicos conocidos como los monjes B'omarr. En él mantiene a su elenco de artistas, esclavos, androides, y criaturas alienígenas que están a su entera disposición. Jabba tiene un sentido del humor bastante tétrico, una risa belicosa, un apetito insaciable, así como afinidades para apostar, torturar y coleccionar esclavas.
El personaje fue introducido en la campaña mercadotécnica de Star Wars correspondiente al lanzamiento en salas de cine de Return of the Jedi. La imagen de Jabba ha jugado desde entonces un papel importante en la cultura popular, particularmente en los Estados Unidos. Su nombre es usado como un artilugio satírico-literario y como una caricatura política para denigrar las cualidades negativas propias de su obesa y mórbida corrupción.

## Historia y descripción
Se trata de un ser de la especie de los Hutt, nacido en Nal Hutta. A simple vista es un enorme gusano de más de tres metros de largo con una pegajosa lengua y modales bastante pobres. Era un señor del crimen y dirigía un imperio criminal de gran envergadura a lo largo de la galaxia. Por más de medio siglo, Bib Fortuna le sirvió como su mayordomo fiel y vivió en un palacio en el planeta Tatooine. Cuando él llegó a dicho planeta, el palacio ya estaba construido, era el templo de una secta de monjes B'ommar que estudiaban la fuerza de una manera muy particular. Se extraían el cerebro y lo depositaban en un frasco, que a su vez estaba sobre unas patas mecánicas que les permitían moverse. La fisiología Hutt lo hace incorruptible al hipnotismo de La Fuerza, siendo el caso del intento de Luke de liberar a Leia y Han.
Jabba Desilijic Tiure viajaba en su barcaza de vela hasta Mos Espa, el puerto capital para las carreras de vainas. Ahí presenciaba las carreras desde su palco privado y hacía apuestas con otros señores del crimen como su hermana, Gardulla la Hutt.
Durante las Guerras Clon fue buen servidor a la República y en una ocasión fue invadido por fuerzas de la Confederación, y el mismo maestro Yoda defendió junto a él el templo, que luego se derrumbaría cuando Dooku y Assajj Ventress llegasen y le robaran a su hijo. Después de eso, Boorka el Hutt inició una campaña de desprestigio contra el gordo criminal, y fue perdiendo autoridad en la galaxia. Con el paso de los años Jabba fue retomando dinero convirtiéndose nuevamente en el Hutt más estimado de Tatooine e hizo acuerdos con la República y con el maestro Jedi Echuu-Sen Jon quien asesinó después a Boorka y destruyó su templo. De tal forma, "aseguró" Tatooine, que poco después sería invadido por el General Grievous y la aprendiza de Dooku, Sev Rance' Tann.

### Trifulca con Han Solo
Años más tarde, Han Solo trabajó para Jabba y tuvo ciertos problemas con este. Por culpa de un abordaje imperial a la nave de Solo, este tuvo que arrojar su contrabando al espacio, causándole serias pérdidas a Jabba. Jabba le perdonó a condición de que Solo le pagase una suma extra. Como el pago nunca llegó, Jabba puso precio a la cabeza de Han Solo y tiempo después, luego de congelarlo en animación suspendida dentro de un bloque de carbonita, fue llevado por Boba Fett hasta el palacio del señor del crimen.
En el palacio de Jabba en Tatooine había todo tipo de seres extraños que frecuentemente buscaban sólo hospedaje pero otros eran espías o simplemente trataban de matar a Jabba. Entre la "gente" de confianza de Jabba estaban: Ephant Mon, Saelt-Marae, Barada y Bib Fortuna.
Una elaborada operación de rescate tomó lugar en Tatooine, donde los rebeldes lograron rescatar a Solo y la propia Princesa Leia estranguló a Jabba con la cadena que la mantenía sujeta. La barcaza de vela explotó, llevándose consigo a muchos de los invitados y Guardias Esquife de Jabba.

## Creación e inspiración
Jabba fue concebido por el cineasta George Lucas para que figurase en Return of the Jedi. Lucas ideó a Jabba como una especie de sultán rodeado por una cohorte de sirvientes y con mucho poder e influencia. Toby Philpott construyó una marioneta de Jabba a escala real que era manipulada al mismo tiempo por tres titiriteros.

## Impacto en la cultura popular
Desde su aparición en el filme de Richard Marquand de 1983, Jabba el Hutt ha gozado de gran popularidad apareciendo numerosas ocasiones en el universo expandido. Además fue el eje central de la novela editada por Bantam Books titulada: Star Wars: Tales from Jabba's Palace. De igual manera, ha aparecido en diferentes cómics de Star Wars como: Star Wars: Sombras del Imperio, Star Wars: Jabba the Hutt. Betrayal o Star Wars: Boba Fett. Cuando la gorda cuelga. En 1987, el famoso cómico Mel Brooks en su película Spaceballs —traducida en España como: La loca historia de las galaxias— parodió al personaje de Jabba como una gigantesca pizza parlante llamada Pizza el Hutt y fue comida por uno de sus secuaces. En Estados Unidos, el nombre de Jabba el Hutt se ha usado para criticar malos actos en la política de este país e, incluso, malas conductas alimenticias.

## Futuro del personaje
Disney, la propietaria actual de la franquicia Star Wars, anunció durante primavera de 2017 que el tercer spin off, podría versar sobre el personaje de Jabba el Hutt y Guillermo del Toro podría ser su director, según una entrevista que el director concedió al diario británico The Independent. Finalmente, tal rumor dejó de cobrar importancia cuando surgió otro que aseguraba que el tercer spin off se centraría en las aventuras de Obi-Wan Kenobi volviendo a ser interpretado por el actor escocés, Ewan McGregor.